# Tires
Tires (in tedesco Tiers) è un comune italiano di 1 034 abitanti che si trova nella val di Tires, nella provincia autonoma di Bolzano in Trentino-Alto Adige.

## Geografia fisica
Una parte del territorio comunale è inserita, dal 2003, all'interno del parco naturale dello Sciliar.

## Origini del nome
Il toponimo è attestato dal 993-94, in un atto della chiesa vescovile di Frisinga, quale Tieres e deriva dal latino terra ("terra"). Divenuta poi in tedesco Tiers tramite dittongazione.

## Storia

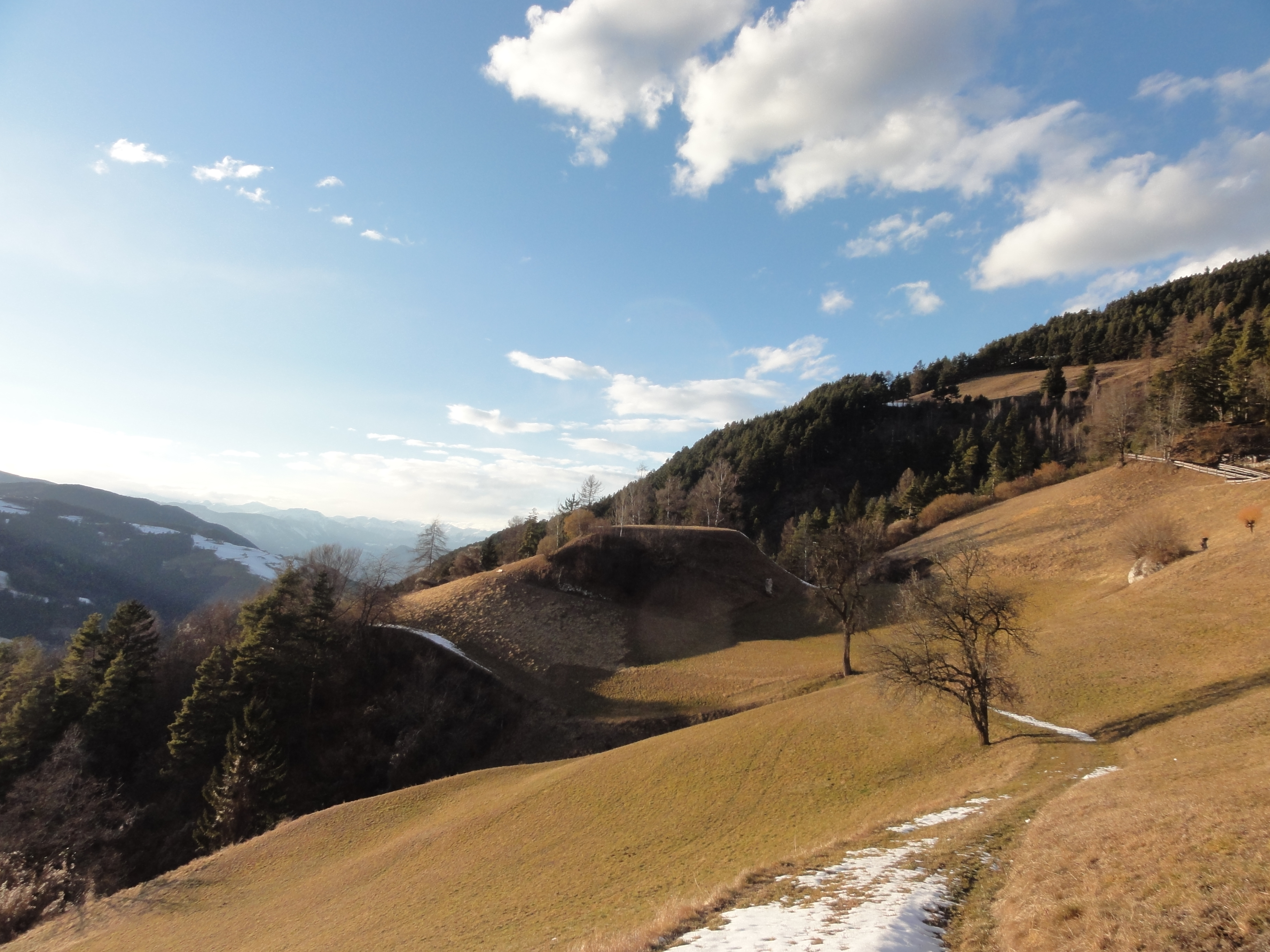
Thalerbühel, sito di offerte sacrificali della media età del bronzo

I primi insediamenti umani risalgono all'antichità, ma la comunità inizia a delinearsi in maniera più riconoscibile durante il medioevo, con l'acquisizione di un ordine politico, sociale ed economico.
L'ulteriore sviluppo si avrà poi a cavallo del XIX e XX secolo, con la scoperta delle Dolomiti come meta turistica e il conseguente afflusso di visitatori italiani e stranieri.

## Monumenti e luoghi d'interesse

### Architetture religiose
La chiesa di San Cipriano è un edificio tardo-romanico decorato all'esterno, su una delle pareti, da dipinti del Seicento.
La chiesa di San Giorgio Martire, sede di parrocchia, si trova nel cimitero. L'attuale edificio è frutto della ricostruzione del 1711, quando venne mutata in edificio barocco. La primitiva costruzione risaliva invece al Trecento, e custodisce un altare e una Crocifissione in legno.
Notevole fra gli edifici civili è il mulino ad acqua.

### Stemma
Lo stemma è costituito da una banda, a forma di elmo, di argento e di azzurro su sfondo rosso. È l'insegna dei Signori di Velseck che avevano rapporti con il Giudizio di Tires e amministrarono il villaggio, dal 1200 al 1470, investiti del loro potere da parte del Vescovo di Bressanone. Lo stemma è stato adottato nel 1968.

## Società

### Ripartizione linguistica
La sua popolazione è in maggioranza di madrelingua tedesca:
| %      | Ripartizione linguistica (gruppi principali) |
| ------ | -------------------------------------------- |
| 97,14% | madrelingua tedesca                          |
| 2,54%  | madrelingua italiana                         |
| 0,32%  | madrelingua ladina                           |

### Evoluzione demografica
Abitanti censiti

## Amministrazione
| Periodo | Periodo   | Primo cittadino          | Partito | Carica  | Note |
| ------- | --------- | ------------------------ | ------- | ------- | ---- |
| 2005    | 2015      | Karl Markus Villgrattner | SVP     | Sindaco |      |
| 2015    | in carica | Gernot Psenner           | SVP     | Sindaco |      |

## Economia e trasporti

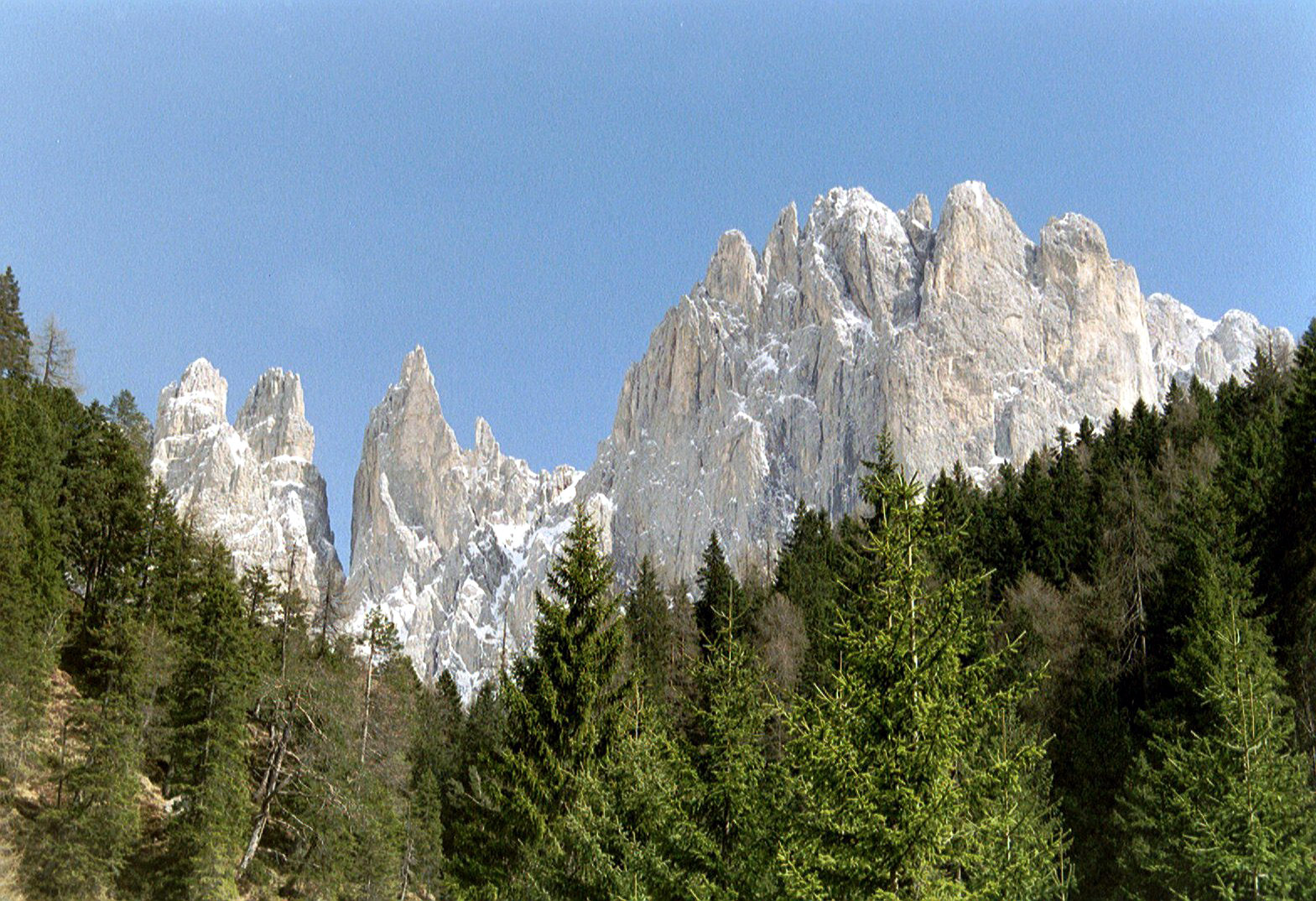
Il Catinaccio (Rosengarten), visto da Tires

Tires per la sua attenzione a favorire il turismo sostenibile e la mobilità dolce fa parte del consorzio delle Perle delle Alpi.
Il paese era servito dalla stazione di Prato-Tires sulla ferrovia del Brennero, chiusa al traffico ferroviario sul finire del XX secolo.
Il 10 febbraio 2022 è stata inaugurata una funivia che parte dalla frazione San Cipriano e arriva alla Malga Frommer, offrendo così un accesso diretto al comprensorio di Carezza Ski.